# Флайер I
Flyer I (чете се Флайер, наричан също Wright Flyer (Райт Флайер) или 1903 Flyer) е самолет биплан, конструиран, произведен и пилотиран от американците братя Уилбур и Орвил Райт (Wilbur Wright, Orville Wright). С двигател с вътрешно горене и пилот на 17 декември 1903 г. е осъществен първият в света контролиран или наречен още „установен“ полет, т.е. полет, при който не се променя скоростта и височината на полета поради достатъчна мощност на двигателя и възможност да се балансират аеродинамичните сили спрямо осите на самолета.

## История
Заинтересовани от съобщенията за полетите на Ото Лилиентал, велосипедните механици братята Орвил и Уилбър Райт в периода от 1900 до 1902 г. изработват три планера с хоризонтален стабилизатор и предно кормило за височина – тип „патица“ и със система за деформиране на крилото за управление на напречната устойчивост и промяна на посоката. Изпитанията на планерите е позволила на братята да натрупат опит в управление на планера и с това да пристъпят към изработване на летателен апарат с двигател.
За целта е изработен четирицилиндров, бензинов двигател с водно охлаждане и мощност 12 hp. Теглото със спомагателните му системи е 90 kg. При изработването на двата въздушни винта е приложен принципът за въртящото се крило и добрият избор на сеченията на винта е позволил да се постигне висок КПД – 66%. Двата винта са свързани посредством верижна предавка с двигателя. Пилотът управлява самолета легнал върху крилото, за да се намали челното съпротивление. Управлението включва два лоста – за вертикалното кормило и за двигателя. Напречната устойчивост и посока се управляват с крака.
На 17 декември 1903 г. на пясъчните дюни на брега на Атлантическия океан край малкото градче Кити Хоук (Kitty Hawk) в Северна Каролина, при силен насрещен вятър, самолетът Flyer I стартира от хоризонтално положена релса в земята. За експеримента братя Райт пишат:
„Първият полет продължи 12 s... Вторият и третият полети бяха по-продължителни, а четвъртият полет продължи вече 59 s; при този полет имаше насрещен вятър със сила 8 m/s, разстояние 852 фута (259,68 m), измерени по земята...“
Самолетът в покой, обхванат от силен порив на вятъра, е разбит. С този апарат повече не е летяно. Този първи в човешката история самолет е възстановен и сега се съхранява в Националния музей на авиацията и космонавтиката (National Air and Space Museum) в столицата Вашингтон.

## База за нови проекти
След този успешен модел, през 1904 г. е построен незначително модифициран вариант, наречен Flyer II. В този самолет е изменена формата на вертикалното кормило, намалена е кривината на профила на крилото, усилена е конструкцията. Мощността на двигателя е увеличена до 16 hp. Размахът и площта са същите като при първия апарат. И с този модел поради малката мощност на двигателя и късата дистанция за разбег, опитите са провеждани при силен насрещен вятър. Направена е и пирамида катапулт за ускоряване движението на аероплана при стартиране.
През 1905 г. е създаден Flyer III. За първи път излита на 23 юни 1905 г. на 12 km от град Дейтън в щата Охайо в местността Huffman prairie. Постигната е мощност на двигателя 21 hp след добра регулировка. Увеличен е размерът на рулевите повърхности и за намаляване на плъзгането при завой между плоскостите на предното кормило са поставени две вертикални страници. Изпълнението на виражи е улеснено от разделното управление на кормилата за посока и деформиране на крилото по патентована от братя Райт схема. Така в резултат на подобреното управление е било възможно уверено да се изпълняват полети „по кръга“ и „осморки“, като продължителността на полета е нараснала значително. Така на 29 септември 1905 г. полетът е 20 минути, на 3 октомври – 25 минути и 5 секунди и е прелетяно разстоянието от 24 535 m, а на 5 октомври полетът продължаеа 38 минути и 3 секунди до свършване на горивото и е изминато разстояние от 39 km при средна скорост от 60 km/h.
Модел А се произвежда през 1907 г. с по-мощен мотор и със седалки за пилота и един пасажер. Има увеличени стабилизатори. С този самолет са правени демонстрации във Франция. Wright Model A е самолетът, с който френският пилот Шарл Ролс (Charles Rolls) реализира през 1910 г. за първи път отиване и връщане по маршрута Франция – Англия през Ламанша. След Model A се конструира и произвежда Model В, но бързия прогрес в самолетостроенето прави самолета на братя Райт с тази основна конструктивна схема безнадеждно остарял. На практика Модел А не се произвежда от 1911 г., а през 1915 г. изобщо се спира производството на биплани с такава конструктивна схема.

## Технически характеристики
- Мощност  – 12 hp, (21 hp Flyer III)
- Дължина – 6,4 m
- Височина – 2,74 m
- Размах на крилото – 12,3 m
- Площ на крилото – 47 m2
- Диаметър на въздушния винт – 2,6 m
- Маса, полетна – 340 kg

## Галерия
- Уилбър Райт пилотира планер, 10 октомври 1902 г.
- Райт схема за управление на крилото – 1899 г.
- Орвил Райт лети с Wright Flyer II -16 ноември 1904 г.
- Двигател сериен № 17, използван от братя Райт. Музей New England Air Museum Кънектикът, САЩ
- Flyer III пилотиран от Орвил Райт в околностите на Huffman Prairie, 4 октомври 1905 г.
- Демонстрационен полет на Орвил Райт във Fort Myer на Армията на САЩ, Вирджиния, септември 1908 г.
- Уилбър Райт в изходна позиция – 14 декември 1903 г.
- Самолет Wright Flyer от 1909 г. – USAF Museum